# Saison 3 de La Petite Maison dans la prairie
Chronologie
Saison 2 Saison 4
Cet article présente la 3e saison de la série télévisée La Petite Maison dans la prairie (Little House on the Prairie).
De multiples histoires à revivre présentant les facéties de Laura et ses disputes légendaires avec sa meilleure ennemie Nellie Oleson, mais aussi les joies et les peines des habitants du petit village de Walnut Grove.

## Origine de l'histoire
La série s'appuie sur les souvenirs d'enfance de Laura Ingalls Wilder, une femme de lettre américaine née au sein d'une famille de pionniers américains à la fin du XIXe siècle,.

## Acteurs principaux
Sont crédités comme acteurs principaux ceux qui sont inscrits au générique
- Michael Landon : Charles Philip Ingalls[3]
- Karen Grassle : Caroline Quiner Holbrook Ingalls[4]
- Melissa Gilbert : Laura Elizabeth Ingalls[4]
- Melissa Sue Anderson : Mary Amelia Ingalls[4]
- Lindsay et Sidney Greenbush : Carrie Ingalls[5]
- Karl Swenson : Lars Hanson
- Richard Bull : Nels Oleson
- Katherine MacGregor : Harriet Oleson[1]
- Kevin Hagen : Docteur Hiram Baker
- Dabbs Greer : Révérend Robert Alden
- Charlotte Stewart : Mademoiselle Beadle

## Fiche technique
Diffusion TV entre 1976 et 1977

## Épisodes

### Épisode 1:La Grande Collecte
Caleb Hodgekiss qui a recueilli le révérend Alden très malade, lui dérobe son habit sacerdotal et se fait passer pour un prêtre à Walnut Grove, pour collecter, prétend-il, des dons à destination d'une ville sinistrée.

### Épisode 5:Le Sabre et la tête
- Au moment où Laura et Carl attendent le signal de Willy pour pénétrer dans la maison de ses parents, ils se trouvent dans un cimetière qui ne semble pas apparaître dans les autres épisodes de la série. En effet, ce cimetière contient ici des tombes propres et bien alignées dans une sorte de cour, alors que le cimetière de Walnut Grove contient normalement des tombes parsemées çà et là, à l'abandon sous les arbres.
- Quand Laura et Carl croisent le cavalier sans tête dans la nuit à la fin de l'épisode, on voit clairement que l'acteur porte une cagoule noire pour dissimuler sa tête.

### Épisode 6:Les Promesses(partie 1)
Dans une lettre, Charles Ingalls propose à ses parents de venir vivre dans sa famille à Walnut Grove ; après que son père a fait la lecture de la lettre à son épouse malade, celle-ci meurt paisiblement. Peu de temps après, Charles apprend la nouvelle par courrier et part dans le Wisconsin chercher son père pour l'emmener vivre avec lui. Il fait escale chez son frère Peter, mais les deux frères se disputent car Peter croit que Charles lui donne des leçons sur la manière de s'occuper de leur père. Arrivé sur place, Charles ne parvient pas à convaincre son père de partir, ce dernier ne voulant pas quitter sa femme enterrée à proximité ; quand il met volontairement le feu à sa maison et que Charles le sauve des flammes, il ne peut s'y résoudre et se voit contraint de suivre son fils. La famille Ingalls accueille le grand-père dans la joie, et lui réserve une remise près de la maison où il pourra vivre en indépendance.
- Cet épisode est centré sur les parents de Charles et sur quelques passages de son enfance. C'est dans celui-ci qu'apparaissent pour la première fois son père et sa mère, Laura Colby Ingalls, qui meurt en début d'épisode. Il est fait mention de son frère Peter et de ses deux sœurs, Lydia et Polly. On voit Peter et sa femme Eliza (la sœur de Caroline) ainsi que leurs deux enfants, dans le présent.
- Charles Ingalls enfant est joué pour la première fois par Matthew Laborteaux, qui jouera Albert à partir de la saison 5.
- Ne pas confondre avec Promesses (saison 2 épisodes 7 et 8) et La Promesse (saison 8 épisode 19).
- Eliza Ingalls est jouée par l'actrice Hersha Parady, qui tiendra plus tard le rôle d'Alice Garvey.

### Épisode 7:Les Promesses(partie 2)
Lansford, le père de Charles, est venu vivre chez les Ingalls et s'installe dans la cabane près de la ferme. Une tendre complicité lie très vite Laura et son grand-père, toujours très éprouvé par la mort de son épouse. Elle l'aide à décorer la terrasse de la cabane. Lorsque Laura tombe de cheval sous les yeux de son grand-père et que Bunny est gravement blessé, il lui promet de soigner et de sauver l'animal. Mais Charles décide d'abattre la jument car ses blessures sont trop importantes. Laura en veut à son grand-père. Ce dernier décide de partir et laisse une lettre d'adieu touchante à Laura, expliquant qu'il avait fait beaucoup de promesses dans sa vie qu'il n'avait pas tenues. Charles et monsieur Edwards partent à sa recherche. Sans succès. De son côté Laura part sur les traces de son grand-père et le retrouve à la gare après qu'il a échoué à monter dans le train en marche. Elle parvient à lui faire changer d'avis et tous deux retournent à la ferme pour le plus grand bonheur de Charles. Après avoir passé l'hiver chez son fils, Lansford décide de retourner dans le Wisconsin près de sa femme. Il fait ses adieux à Laura. 
Commentaires

### Épisode 9:Les Suppôts de Satan
- C'est le seul épisode où le révérend Alden fait preuve d'un semblant de violence physique, faisant une clé de bras à Sam Galender avant de le chasser.

### Épisode 12:Je chevaucherai le vent
- Mary et John se fiancent dans cet épisode. Mary a 13 ans.

### Épisode 13:Quarantaine
17 janvier 1977
- Dans la salle de classe en début d'épisode, Nellie feuillette un exemplaire du journal Wide Awake Libray, qui existait réellement à cette époque.
- S'adressant à Caroline, Grace Edwards lui dit « une de mes filles à la fièvre », alors qu'elle n'a qu'une fille.
- Il est fait plusieurs fois mention de la femme et de la fille d'Edwards, décédées d'une fièvre mortelle plusieurs années auparavant.
- Alicia avoue à Laura qu'elle a volé un ruban à M. Oleson, ce qui l'empêchera selon elle d'aller au paradis si elle meurt.
- Ce n'est pas la première fois que Laura est suspectée à tort d'avoir attrapé une maladie mortelle. Dans l'épisode Le Raton laveur (saison 1), il s'agissait de la rage.

### Épisode 15:Le Petit Indien
- On apprend auprès de Petit Aigle quelques éléments de la culture sioux (prière pour la paix, technique de domptage de chevaux, lois indiennes...).
- L'épisode nous montre le racisme qui a pu exister à cette époque, et les clichés entre les Blancs et les Sioux.
- Jeremy Stokes est joué par l'acteur George Murdock.
- À deux reprises, Laura rappelle qu'un chef indien lui a naguère offert une griffe d'ours, allusion à l'épisode pilote de la série.

### Épisode 16:L'Hôpital(partie 1)
- L'épisode nous montre les difficultés financières qu'une famille moyenne américaine pouvait rencontrer en l'absence totale de couverture sociale.
- Le Dr Mayes est joué par Ivan Bonar, qui jouera également le rôle de M. Case dans les saisons 7 et 8 de la série.
- La banque de Walnut Grove ferme dans cet épisode, avant de rouvrir dans la saison 6 (épisode 12 Ne coupez pas).

### Épisode 18:La Sagesse de Salomon
Salomon, fils de pauvres fermiers noirs, a emprunté un livre à l'école, et il est accusé de l'avoir volé. Ses parents le grondent et l'enfant fait une fugue. Il rencontre Charles Ingalls et lui propose d'être son esclave, en échange de son éducation. Charles essaie de savoir exactement ce qui s'est passé dans son foyer.

### Épisode 21:L'Or(partie 1)
- L'épisode montre plusieurs aspects des villes de l'Ouest américain (ici Denwood) avec toutes ses caractéristiques : saloons, danseuses, jeux d'argent avec les tricheries et bagarres y afférentes.
- Isaïah et Grace Edwards se disputent une fois de plus sur le comportement joueur et irresponsable d'Isaïah, présages de leur future séparation.
- L'acteur E.J. André, qui incarne le personnage de Zacharie, jouera au total dans 7 épisodes de la série en tenant 6 rôles différents (le double épisode de L'Or présentant le même personnage).
- Ne pas confondre avec La Ruée vers l'or (saison 2 épisode 10).

### Épisode 22:L'Or(partie 2)
Laura et Carl retrouvent Zacharia pour lui demander de chercher de l'or avec eux. Ce dernier leur raconte son histoire et la perte de sa femme Lorraine, morte de froid. Une pierre avec son nom est posée dans le lit de la rivière devant chez lui.
Caroline demande au révérend Phillips un endroit pour faire l'école aux enfants avec Grace Edwards.
Les familles Ingalls et Edwards découvrent bien vite que le pays des chercheurs d'or n'est pas aussi accueillant, qu'ils ne l'ont entendu dire. Charles commence même à se demander s'il n'a pas commis une erreur, jusqu'au moment où la fièvre de l'or le gagne. Mais il va bien vite déchanter.
M. Delanoe est abattu car il n'a pas voulu dire où il avait trouvé de l'or.